# 北大西洋条約機構事務総長
北大西洋条約機構事務総長（きたたいせいようじょうやくきこうじむそうちょう、英: Secretary General of the North Atlantic Treaty Organization）は、北大西洋条約機構（NATO, 英: North Atlantic Treaty Organization）における外交官職であり、国際事務局（IS, 英: International Staff）の最高責任者である。欧州連合軍最高司令官と並ぶ重要な職務とされ、司令官がアメリカ人であるのに対し、事務総長はヨーロッパの政治家が就任している。その主な職務は、加盟各国間の調整や職員の統率である。

## 創設まで
北大西洋条約の第9条は、加盟各国に対し、各国代表者による理事会の設置を求めており、それに基づき北大西洋理事会が設置された。当初、理事会は加盟各国の外相による年次会合とされていた。1950年5月になり、より緊密な協力関係の構築及び国際業務の増大に対応するため、ロンドンに拠点を置き、各国は外相の全権代理となる代表を派遣した。代表の議長には、文民部門を含めて、機構を統率することが求められた。
代表による会合は、1950年7月25日に初めて開催され、議長にはアメリカ大使のチャールズ・スポフォードが選出された。機構の具体化のために、幾つかの組織が創設されたが、最も重要な事項としては、欧州連合軍司令官の単一指揮の元に統合した単一の軍事機構が設置されることがあった 。統合化も含めた機構の整備は、NATOの組織を急拡大させた。組織の一部として、代表の会合は、外交分野のみならず国防や財政分野も含めた事項も取り扱うようになり、重要性を増していった。
機構の拡大とともに、代表の権限も増大したため、アメリカのW・アヴェレル・ハリマンを議長とする臨時理事会が開催された。この会議では、パリにNATOを統率する公式な事務局を設立するとし、それに対しNATOをより強化かつ協調させる組織となることや、北大西洋理事会議長以外の誰かが幹部となることを求めた。1952年2月のリスボン会合において、北大西洋理事会は、機構の文民部門を統率し、文民職員を指揮し、理事会を支援する職務としての事務総長を設置することとした。

## 経緯
リスボン会合の後、各国は事務総長適任者の選定にあたった。駐米イギリス大使であったオリヴァー・フランクスを選出しようとしたが、断られている。1952年3月13日に、イギリス陸軍の大将と内閣における英連邦大臣の経歴を有するヘイスティングス・イスメイが初代事務総長に就任している。事務総長は後に、北大西洋理事会の議長となるが、この時点ではスポフォードが議長であり、イスメイは副議長であった。イスメイは第二次世界大戦中における高位軍人の経歴に加え、戦後は外交官としての経験もあり、この職務は適職であったと評されている。
スポフォードがNATOを退いた後、組織改編によって、北大西洋理事会は年次で一名の儀礼的な代表を選出し、事務総長が理事会副代表として会合の議長を務めるとされた。イスメイは1957年5月まで事務総長を務めている。
イスメイの後任には、ベルギーの首相と外相の経験を持つポール＝アンリ・スパークが就任している。

## 歴代事務総長
| 代 | 肖像                                         | 氏名 （生没年）                                 | 就任日         | 退任日          | 在任期間    | 前職             | 出身国     |
| -- | -------------------------------------------- | ----------------------------------------------- | -------------- | --------------- | ----------- | ---------------- | ---------- |
| 1  | ヘイスティングス・イスメイ                   | ヘイスティングス・イスメイ (1887–1965)          | 1952年3月24日  | 1957年5月16日   | 5年, 53日   | 英連邦大臣       | イギリス   |
| 2  | ポール＝アンリ・スパーク                     | ポール＝アンリ・スパーク (1899–1972)            | 1957年5月16日  | 1961年5月21日   | 3年, 340日  | 首相             | ベルギー   |
| 3  | ディルク・スティッケル（英語版）             | ディルク・スティッケル (1897–1979)              | 1961年4月21日  | 1964年8月1日    | 3年, 102日  | 外務大臣         | オランダ   |
| 4  | マンリオ・ブロジオ                           | マンリオ・ブロジオ (1897–1980)                  | 1964年8月1日   | 1971年10月1日   | 7年, 61日   | 駐英大使         | イタリア   |
| 5  | ヨゼフ・ルンス（英語版）                     | ヨゼフ・ルンス (1911–2002)                      | 1971年10月1日  | 1984年6月25日   | 12年, 268日 | 外務大臣         | オランダ   |
| 6  | ピーター・キャリントン                       | ピーター・キャリントン (1919–2018)              | 1984年6月25日  | 1988年7月1日    | 4年, 6日    | 外務・英連邦大臣 | イギリス   |
| 7  | マンフレート・ヴェルナー                     | マンフレート・ヴェルナー (1934–1994)            | 1988年7月1日   | 1994年8月13日 † | 6年, 43日   | 国防大臣         | ドイツ     |
| –  | セルジョ・バランチーノ                       | セルジョ・バランチーノ (1934–2018) 代理         | 1994年8月13日  | 1994年10月17日  | 65日        | NATO事務次長     | イタリア   |
| 8  | ウィリー・クラース                           | ウィリー・クラース (1938-)                      | 1994年10月17日 | 1995年10月20日  | 1年, 3日    | 外務大臣         | ベルギー   |
| –  | セルジョ・バランチーノ                       | セルジョ・バランチーノ (1934–2018) 代理         | 1995年10月20日 | 1995年12月5日   | 46日        | NATO事務次長     | イタリア   |
| 9  | ハビエル・ソラナ                             | ハビエル・ソラナ (1942-)                        | 1995年12月5日  | 1999年10月14日  | 3年, 313日  | 外務大臣         | スペイン   |
| 10 | ジョージ・ロバートソン                       | ジョージ・ロバートソン (1946-)                  | 1999年10月14日 | 2003年12月17日  | 4年, 64日   | 国防大臣         | イギリス   |
| –  | アレッサンドロ・ミヌート＝リッツォ（英語版） | アレッサンドロ・ミヌート＝リッツォ (1940-) 代理 | 2003年12月17日 | 2004年1月1日    | 15日        | NATO事務次長     | イタリア   |
| 11 | ヤープ・デ・ホープ・スヘッフェル             | ヤープ・デ・ホープ・スヘッフェル (1948-)        | 2004年1月1日   | 2009年8月1日    | 5年, 212日  | 外務大臣         | オランダ   |
| 12 | アナス・フォー・ラスムセン                   | アナス・フォー・ラスムセン (1953-)              | 2009年8月1日   | 2014年10月1日   | 5年, 61日   | 首相             | デンマーク |
| 13 | イェンス・ストルテンベルグ                   | イェンス・ストルテンベルグ (1959-)              | 2014年10月1日  | 2024年10月1日   | 10年, 0日   | 首相             | ノルウェー |
| 14 | マルク・ルッテ                               | マルク・ルッテ (1967-)                          | 2024年10月1日  | （現職）        | 301日       | 首相             | オランダ   |

|    | 氏名                             | 出身国         | 任期–         |
| -- | -------------------------------- | -------------- | ------------- |
| 1  | Jonkheer van Vredenburch         | オランダ       | 1952年-1956年 |
| 2  | Baron Adolph Bentinck            | オランダ       | 1956年-1958年 |
| 3  | Alberico Casardi                 | イタリア       | 1958年-1962年 |
| 4  | Guido Colonna di Paliano         | イタリア       | 1962年-1964年 |
| 5  | James A. Roberts                 | カナダ         | 1964年-1968年 |
| 6  | Osman Olcay                      | トルコ         | 1969年-1971年 |
| 7  | Paolo Pansa Cedronio             | イタリア       | 1971年-1978年 |
| 8  | Rinaldo Petrignani               | イタリア       | 1978年-1981年 |
| 9  | Eric da Rin                      | イタリア       | 1981年-1985年 |
| 10 | Marcello Guidi                   | イタリア       | 1985年-1989年 |
| 11 | Amedeo de Franchis               | イタリア       | 1989年-1994年 |
| 12 | セルジョ・バランチーノ           | イタリア       | 1994年-2001年 |
| 13 | アレッサンドロ・ミヌート・リッゾ | イタリア       | 2001年-2007年 |
| 14 | クラウディオ・ビソニェーロ       | イタリア       | 2007年-2012年 |
| 15 | アレキサンダー・バーシュボウ     | アメリカ合衆国 | 2012年-2016年 |
| 16 | ローズ・ゴットモーラー           | アメリカ合衆国 | 2016年-2019年 |
| 17 | ミルチェア・ジョアーナ           | ルーマニア     | 2019年-2024年 |